# Alexander Hartung
Alexander Hartung (* 1970 in Mannheim) ist ein deutscher Schriftsteller.

## Leben
Alexander Hartung wuchs in Mannheim-Käfertal auf. Er studierte Volkswirtschaft an den Unis Mannheim und Heidelberg. Er arbeitete später für Unternehmungsberatungen in Berlin und Frankfurt, bevor er in die Softwarebranche wechselte. Er lebt heute wieder mit seiner Familie in Mannheim.

## Werke
Alexander Hartung begann schon während des Studiums mit dem Schreiben. 2014 wurde sein Krimidebüt Bis alle Schuld beglichen in Zusammenarbeit mit Amazon Publishing veröffentlicht. Amazon Publishing veröffentlichte auch alle weiteren Krimis von Alexander Hartung.

### Jan Tommen (Berlin)
Von den Geschichten um den Berliner Ermittler Jan Tommen sind bisher elf Bände erschienen:
- Bis alle Schuld beglichen, 2014, ISBN 978-2-496-70459-4
- Vor deinem Grab, 2014, ISBN 978-2-496-70460-0
- Wenn alle Hoffnung vergangen, 2015, ISBN 978-2-496-70461-7
- Die Erinnerung so kalt, 2016, ISBN 978-2-496-70462-4
- Was verborgen bleiben sollte, 2017, ISBN 978-2-496-70463-1
- Wenn die Zeit gekommen ist, 2019, ISBN 978-2-919806-61-4
- Als die Nacht begann, 2020, ISBN 978-2-919806-65-2
- Auf verlorenen Wegen, 2021, ISBN 978-2-496-70420-4
- Auf der Spur des Jägers, 2022, ISBN 978-2-496-70421-1
- An einem dunklen Ort, 2023, ISBN 978-2-496-71294-0
- Am Ende des Lichts, 2024, ISBN 978-2-496-71585-9

Von 2017 bis 2019 wurde die Print-Ausgaben der ersten drei Jan-Tommen-Bände exklusiv vom Ullstein-Verlag vertrieben.

### Nik Pohl (München)
Im Jahr 2018 begann Alexander Hartung die Serie um den unangepassten Nik Pohl. Dazu wechselte er den Schauplatz nach München. Aktuell gibt es von dieser Serie sieben Bücher.
- Auf zerbrochenem Glas, 2018, ISBN 978-1-5039-0115-5
- Vom gleichen Blut, 2019, ISBN 978-2-919806-49-2
- Von zerfallenen Träumen, 2020, ISBN 978-2-919806-62-1
- Vom Ende der Stille, 2021, ISBN 978-2-496-70417-4
- Am Faden des Spielers, 2023, ISBN 978-2-496-71032-8
- Der erloschene Traum, 2024, ISBN 978-2-496-71299-5
- Die unversöhnliche Vergangenheit, 2025, ISBN 978-2-496-71587-3

### Alina Grimm (Hamburg)
Im August 2021 startet Alexander Hartung eine neue Serie um die Hamburger Ermittlerin Alina Grimm.
- Nichts als Staub, 2021, ISBN 978-2-496-70881-3
- Die Leere der Nacht, 2022, ISBN 978-2-496-71030-4

### Die Geschichten der Verlorenen (Fantasy)
Nach vierzehn Krimis wagte sich Alexander Hartung 2021 das erste Mal mit einer Serie ins Fantasy-Genre. Der erste Band (Vom Lied alter Zeit) begleitet den Gesetzlosen Vigor und seine Freunde bei der Suche nach der Bibliothek der verlorenen Völker. Weitere Bände sollen folgen.
- Vom Lied alter Zeit, 2021, ISBN 979-8-4996-6893-1

### Andere Bücher
Zwischen den beiden Krimiserien Berlin und München veröffentlichte Alexander Hartung noch einen aus der Perspektive eines Mörders geschriebenen Krimi. Im Jahr 2022 folgte mit Der Fluch des Fremden ein historischer Roman, der Anfang des 17. Jahrhunderts im fiktiven Dorf Furtenblick spielt und im Maximum-Verlag erschienen ist. Der Einzel-Krimi Gehe mit den Toten ist in Frankfurt angesiedelt. Protagonistin ist die junge Kriminalbeamtin Lara Plank.
- Ich werde nicht ruhen, 2016, ISBN 978-1-5039-4352-0
- Der Fluch des Fremden, 2022, ISBN 978-3-948346-63-8
- Gehe mit den Toten, 2024, ISBN 978-24-967129-64

### Übersetzungen
Insgesamt gibt es sieben Übersetzungen von Alexander Hartungs Büchern, vier seiner Werke ins Englische übersetzt und drei ins Italienische.
- Until the Debt Is Paid. 2014, ISBN 978-1-4778-2607-2
- Grave Intent. 2015, ISBN 978-1-5039-5065-8
- Broken Glas. 2019, ISBN 978-1-5420-9348-4
- Blood Ties. 2019, ISBN 978-1-5420-1583-7
- Un debito è per sempre. 2016, ISBN 978-1-4778-1755-1
- Il killer delle tombee. 2020, ISBN 978-2-496-70227-9
- Quando ogni speranza è perduta. 2021, ISBN 978-2-496-70229-3

### Weitere Informationen
Im Juni 2019 überschritt Hartung nach eigenen Angaben die Grenze von einer Million verkauften Büchern. Die 2-Millionen Grenze wurde im November 2022 erreicht.
Abgesehen von Ich werde nicht ruhen, ist jeder Krimi auch als Hörbuch erhältlich. Bis 2017 wurden alle Bücher von Martin L. Schäfer eingesprochen, seit dessen Tod liest die Hörbuchversionen Oliver Schmitz.

## Andere Aktivitäten
Alexander Hartung ist der Autor des Pen&Paper-Rollenspiels Spherechild, für das er seit der ersten Edition schreibt.